# Metropolitana di Changchun
La metropolitana di Changchun è il sistema metro della città di Changchun, in Cina.

## Storia
Inaugurata nel mese di ottobre del 2002, la linea 3 è stata la prima vera e propria metropolitana leggera della Cina continentale.
Il 30 giugno 2011 è stata inaugurata la linea 4, mentre il 30 giugno 2017 è stata inaugurata la linea 1.

## Linee
|  | Linea   | Percorso                            | Inaugurazione | Ultima estensione | Lunghezza | Stazioni |
|  | ------- | ----------------------------------- | ------------- | ----------------- | --------- | -------- |
|  | Linea 1 | Beihuan - Hongzuizi                 | 2017          | -                 | 16,3      | 15       |
|  | Linea 3 | Changchunzhan - Changyingshijicheng | 2002          | 2006              | 31,9      | 33       |
|  | Linea 4 | Changchunzhanbei - Chechang         | 2011          | 2012              | 18,7      | 16       |